# Provincia de Kars
La provincia de Kars es una de las 81 provincias en que está dividida Turquía, situada en la parte noreste del país, administrada por un gobernador designado por el Gobierno central. La capital de la provincia es Kars y cuenta con un área de 9587 km² y una población, según el censo del año 2006, de 287 106 habitantes.
Comparte parte de su frontera con la República de Armenia. Desde 1878 hasta 1917 toda la actual provincia de Kars fue parte del óblast ruso de Kars. De 1918 a 1920 la provincia estuvo bajo administración de la República Democrática de Armenia al igual que la provincia de Vanand. Su territorio fue cedido a Turquía por la Unión Soviética tras el Tratado de Kars. Las provincias de Ardahan y Iğdır fueron hasta la década de 1990 parte de la provincia de Kars.

## Distritos

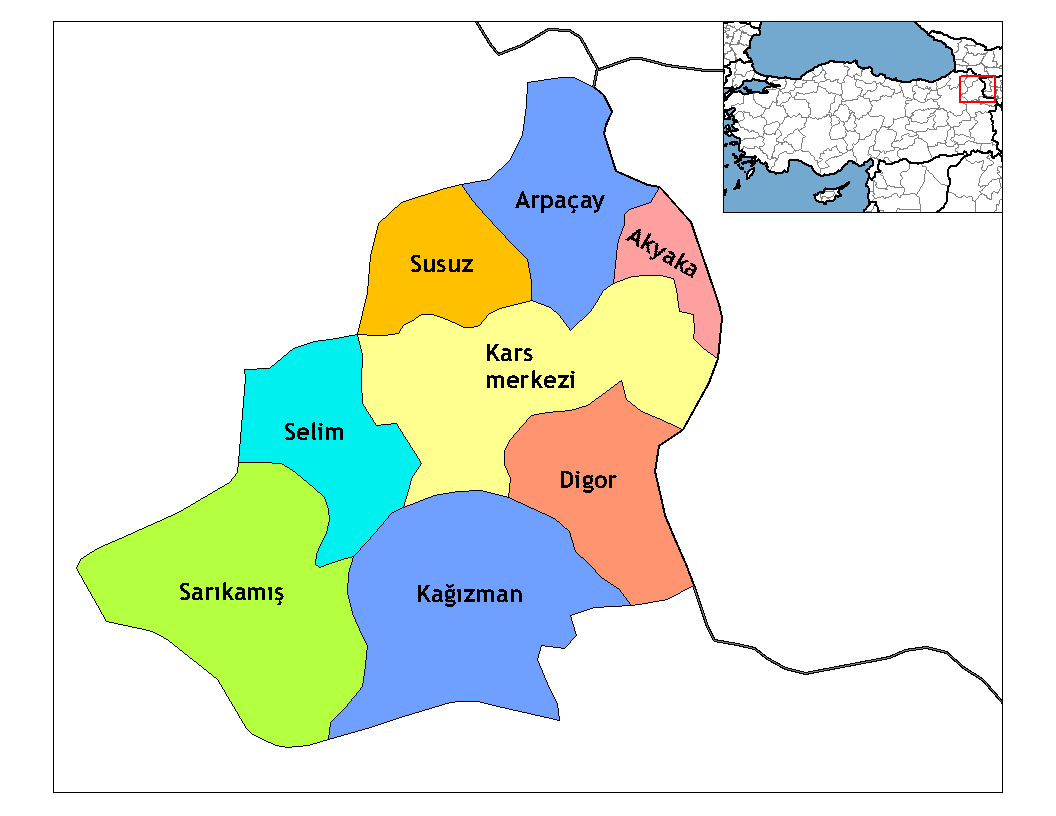
Los 8 distritos en los que se divide la provincia de Kars.

La provincia de Kars se divide en 8 distritos:
- Akyaka
- Arpaçay
- Digor
- Kağızman
- Kars
- Sarıkamış
- Selim
- Susuz

Hay 383 pueblos en Kars.

## Monumentos armenios
Kars contiene numerosos monumentos armenios, siendo el más notable el de la ciudad en ruinas de Ani y la Iglesia de los Apóstoles del siglo IX. Aunque recientemente ha habido esfuerzos liderados por el gobierno para preservar las estructuras armenias de la provincia, en su mayoría han sido preservados con fines turísticos, puesto que, a juzgar por las pruebas, se advierte que muchos de estos monumentos fueron intencionalmente destruidos o gravemente dañados, una vez que el territorio pasó a manos de Turquía.